# UWE-4
UWE-4  (Universität Würzburg Experimentalsatellit) ist ein deutscher Nanosatellit, der an der Julius-Maximilians-Universität Würzburg und der Technischen Universität Dresden unter Leitung von Philip Bangert und Alexander Kramer konstruiert und gebaut wurde. Er startete Ende 2018 ins All.

## Ziele
Das technische Ziel der UWE-4-Mission ist die Demonstration und Erprobung eines elektrischen Antriebes für CubeSats. UWE-4 ist der erste 1U-CubeSat, der einen derartigen Antrieb trägt. Dieser NanoFEEP (Nano Field Emission Electric Propulsion) genannte Antrieb wurde an der TU Dresden entwickelt. Weiterhin trägt der Satellit einen Digipeater Packet Radio mit einer Datenrate von 9600 bit/s und AX.25-Protokoll im 70-cm-Band.

## Mission
UWE-4 wurde am 27. Dezember 2018 gemeinsam mit der Hauptnutzlast, den Satelliten Kanopus-V-5 und -6 und weiteren 25 Kleinsatelliten, darunter D-Star One Sparrow, D-Star One iSat und ZACube-2 mit einer Soyuz-2-1a Fregat-M vom russischen Kosmodrom Wostotschny gestartet.

## Frequenzen
- Uplink und Downlink: 435,600 MHz (früher: 437,385 MHz)[4]